# Hermann Ploetz
Hermann Ploetz (* 31. Oktober 1870 in Cretlow, Kreis Cammin; † 3. November 1946 in Treffling in Kärnten) war ein deutscher Schriftsteller und Kunstkritiker. 

## Leben
Hermann Ploetz wurde am 31. Oktober 1870 in Cretlow in Pommern geboren. Seine Kindheit verbrachte er in Wollin. 
Er entschied sich für den Lehrerberuf, besuchte das Lehrerseminar in Cammin und arbeitete anschließend als Präparandenlehrer in Tribsees. Ab 1895 arbeitete er in Stettin, zunächst als Lehrer, dann als Schulrektor. Im Zweiten Weltkrieg wurde er aus Stettin evakuiert; am 3. November 1946 starb er in Treffling in Kärnten. 
Hermann Ploetz machte sich in Stettin als Schriftsteller und Kunstkritiker einen Namen. Gemeinsam mit seinem Stettiner Kollegen Hugo Kaeker veröffentlichte er 1925 drei kleine Auswahlbände „Pommersche Heimatdichtung“. Er engagierte sich auch im Dürerbund, in der Richard-Wagner-Stiftung und im Bund Heimatschutz.

## Werke (Auswahl)
- Ein Sommer in Bad Nauheim. Gedichte. 39 Seiten, Ludwig Wagner, Bad Nauheim 1900.
- Wein und Brot. Gedichte. Callwey, München 1920.
- mit Hugo Kaeker: Pommersche Heimatdichtung. 3 Bände. Herrcke & Lebeling, Stettin 1925.
- Am Fuß des Demantberges. Pommersche Bilder und Balladen.  E. Gentzensohn, Stettin 1927.
- Ernte des Lebens. Eine Auswahl aus seinem Werk. Weichert, Hamburg 1958.